# کوونی
کوونی (انگلیسی: Kuoni Travel) شرکت گردشگری سوئیسی است، که در سال ۱۹۰۶ توسط آلفرد کوونی تأسیس شد.